# Statue d'Hercule à Behistun

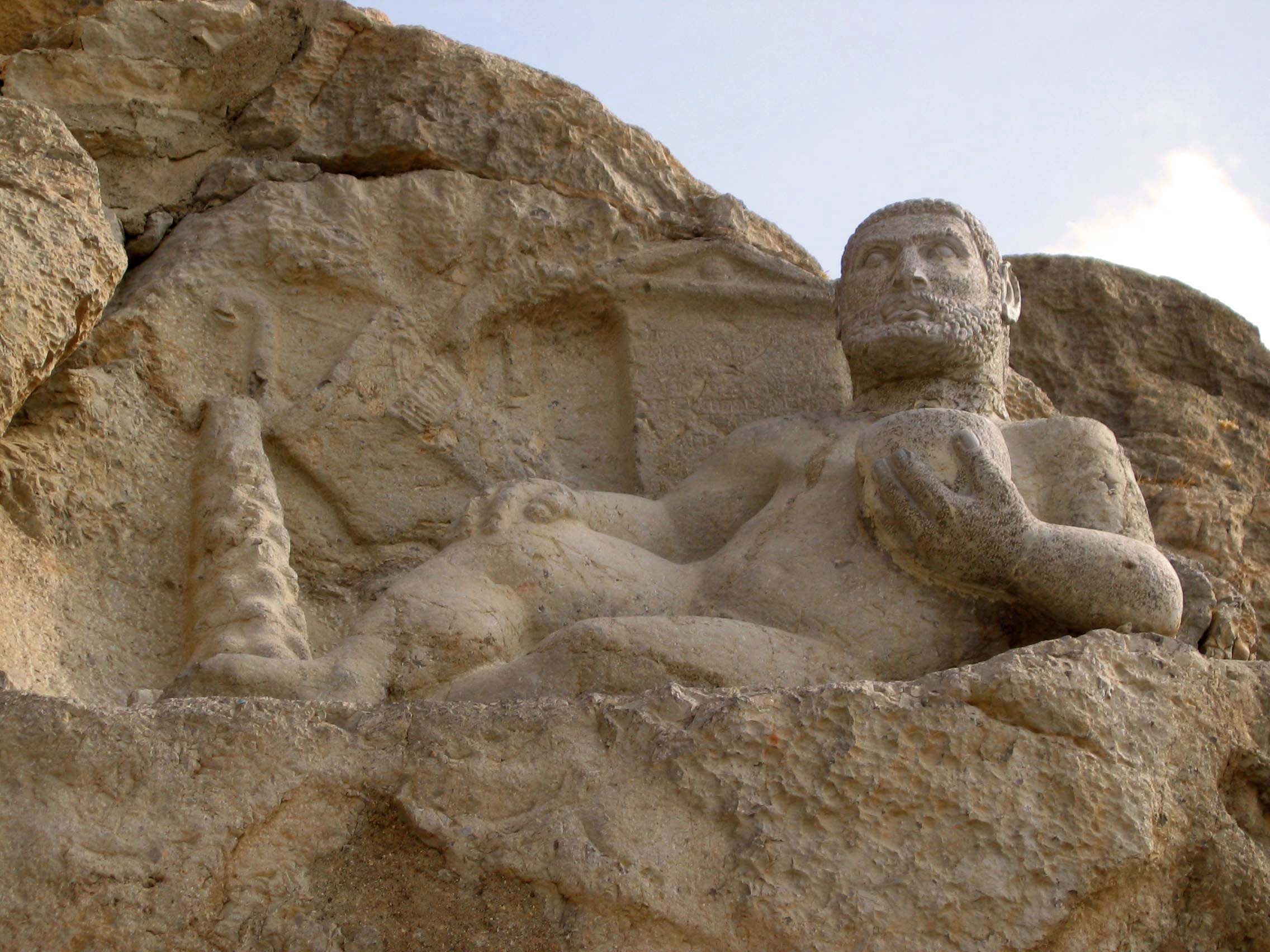
La statue d'Hercule en Iran.

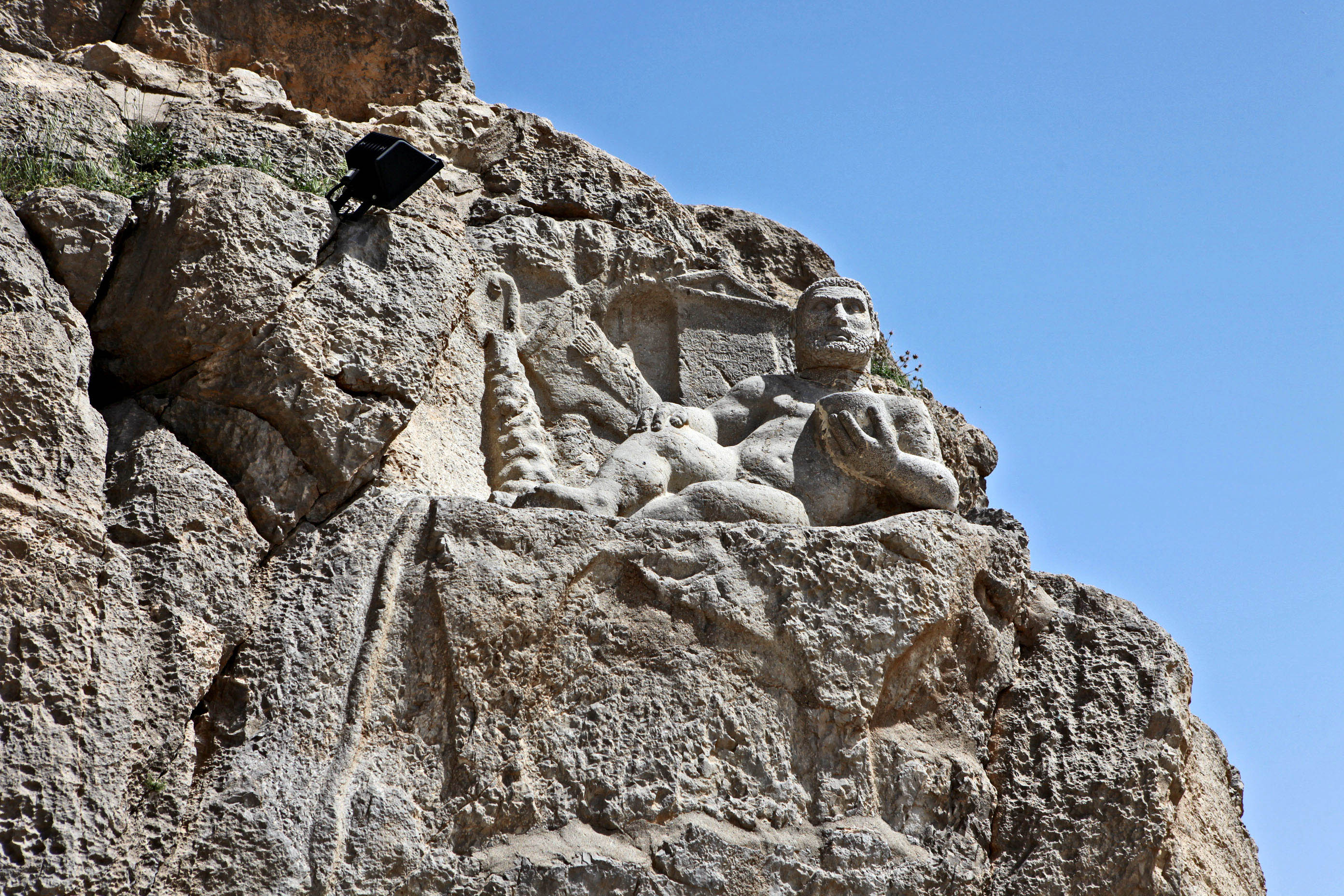
La statue d'Hercule en Iran.

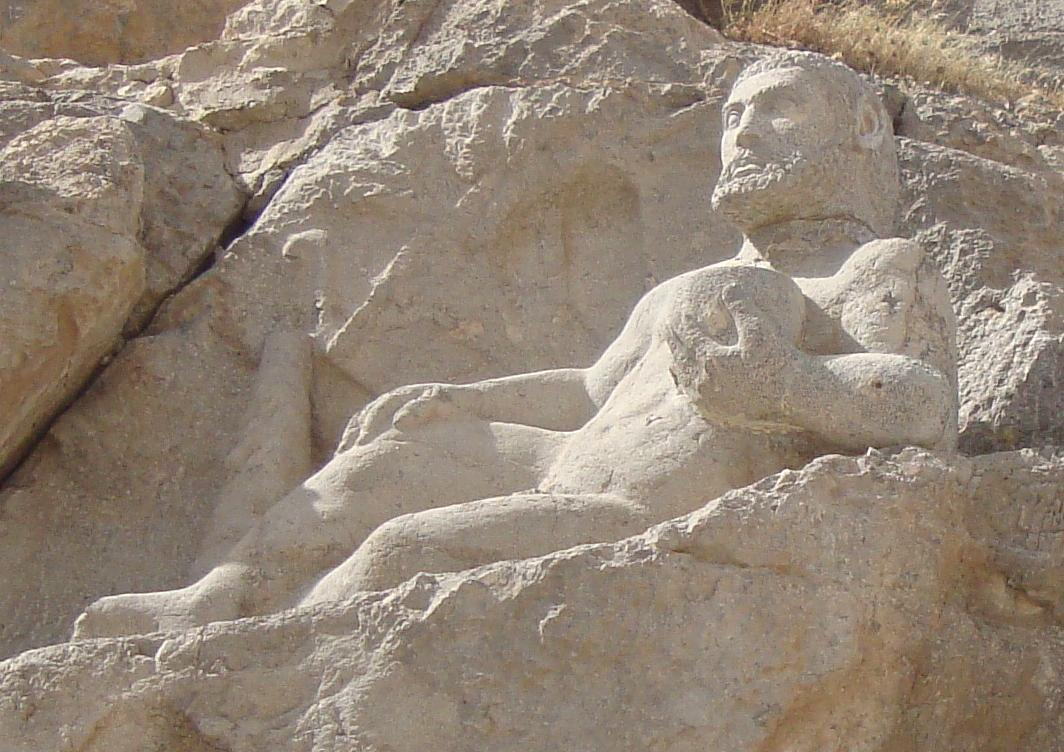
La statue d'Hercule en Iran.

La statue d'Hercule de Behistun, en Iran, est sculptée dans la roche et porte une inscription en grec ancien,.

## L'histoire
D'après l'inscription, la statue a été construite en 153 avant J.-C., date  qui coïncide avec le règne de  Mithridate Ier de Parthie. Elle est située dans la montagne de Behistun et a été découverte  en 1957.  Héraclès tient une coupe dans sa main gauche et l'autre main est posée sur son genou. La statue a une longueur de 1,47 m et elle est rattachée à la montagne. La tête de la statue a été volée  à deux reprises, mais elle a été retrouvée à chaque fois,. Cependant, la tête actuelle de la statue est une copie, l'authentique est conservée à "L'Organisation du Patrimoine Culturel, de l'Artisanat et du Tourisme d'Iran à Téhéran.
Le site de Behistun, y compris cette sculpture, a été classée au patrimoine mondial de l'UNESCO.

## L'inscription
L' inscription grecque mentionne ceci :
ἔτους δξρ᾽, μηνὸς

Πανήμου, Ἡρακλῆν

Καλλίνικον

Ὑάκινθος Πανταύχου

ὑπὲ[ρ] τῆς Κλεομένου

τοῦ ἐπὶ τῶν ἄνω

σ[ατρ]απειῶν σωτηρίας

τῶν σατραπῶν

Traduction

L'année 164

au mois de 
Panemus (Juin)

est érigée la statue d'] Hercule 

Callinicos.

Hyacinthus, fils de Pantauchos,

pour la prospérité de Cléomène,

Commandant de la Haute
Satrapie.